# Phlibostroma quadrimaculatum
Phlibostroma quadrimaculatum är en insektsart som först beskrevs av Thomas, C. 1871.  Phlibostroma quadrimaculatum ingår i släktet Phlibostroma och familjen gräshoppor. Inga underarter finns listade i Catalogue of Life.